# Houshenzinus
Genre
Houshenzinus est un genre d'araignées aranéomorphes de la famille des Linyphiidae.

## Distribution
Les espèces de ce genre sont endémiques de Chine.

## Liste des espèces
Selon World Spider Catalog (version 19.5, 21/07/2018) :
- Houshenzinus rimosus Tanasevitch, 2006
- Houshenzinus tengchongensis Irfan & Peng, 2018
- Houshenzinus xiaolongha Zhao & Li, 2014

## Publication originale
- Tanasevitch, 2006 : On some Linyphiidae of China, mainly from Taibai Shan, Qinling Mountains, Shaanxi Province (Arachnida: Araneae). Zootaxa, n. 1325, p. 277-311.